# رترکتور سن
رترکتور سن (به انگلیسی: Senn retractor) جهت کنار زدن بافت‌ها در حین جراحی ترمیمی و جراحی دست بکار می‌رود.
- این نوع از رترکتور دارای دو انتها بوده که یک انتهای آن L شکل و انتهای دیگر این ابزار چنگالی (سه شاخک خمیده) می‌باشد.[۱]